# تیپ ۶ اتزیوتی
تیپ ۶ اتزیوتی (عبری: חֲטִיבַת עֶצְיוֹנִי‎) تیپ اتزیوتی تیپ پیاده‌نظام نیروی زمینی اسرائیل، زیرمجموعه فرماندهی شمالی و تحت امر لشکر ۳۶ زرهی گاش است، که در سال ۱۹۴۸ تأسیس شد.
این تیپ در اواخر سال ۱۹۴۷ به‌عنوان زیرمجموعه سپاه خیش و یگان میدانی مسئول دفاع از اورشلیم و اطراف آن شکل گرفت، جایی که در طول جنگ اعراب و اسرائیل در سال ۱۹۴۸ به همراه تیپ هارئیل فعالیت داشت. اولین فرمانده آن یسرائیل امیر بود که جای خود را به دیوید شلتیل داد.
این تیپ در عملیات‌هایی در خود شهر اورشلیم، از جمله یِووسی، کیلشون، نبردهای رامات راشل، کِدم و یِکِو، شرکت داشت. تیپ اتزیوتی در سال ۱۹۴۹ منحل شد، ولی در سال ۱۹۵۵ سازماندهی مجدد شد و فعالیت خود را به‌عنوان یگان زیرمجموعه سپاه پیاده اسرائیل از سر گرفت.